# Uuno Hannula

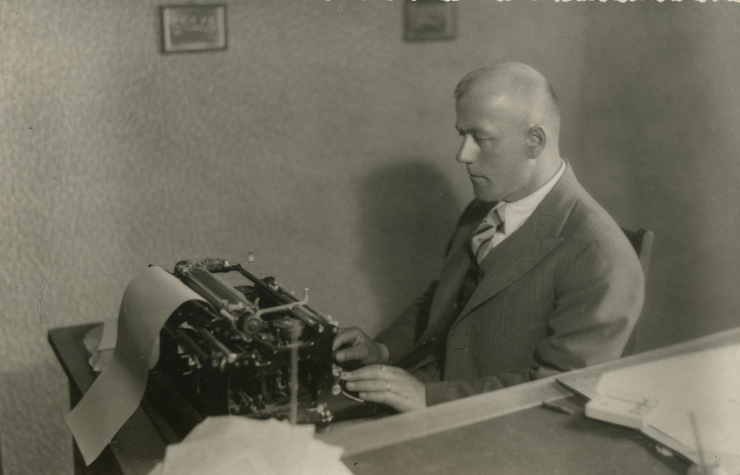
Uuno Hannula.

Uuno Yrjö Hannula, född 22 oktober 1891 i Nedertorneå, död 26 juli 1963 i Kemi, var en finländsk tidningsman och politiker. 
Hannula, som härstammade från ett småbrukarhem, blev filosofie magister 1930. Han var chefredaktör för agrartidningen Pohjolan Sanomat 1917–1944 och (under mellankrigstiden) en av Agrarförbundets ledande män. Han var en orädd förkämpe för demokrati och rättvisa bland annat under de kritiska åren i början av 1930-talet. Han var ledamot av Finlands riksdag 1927–1944, Kyösti Kallios statsministersekreterare 1936–1937 och undervisningsminister 1937–1940. Under fortsättningskriget tillhörde han den så kallade fredsoppositionen och gjorde som landshövding i Lapplands län 1944–1958 en betydelsefull insats för återuppbyggnadsarbetet i länet, som svårt härjats av Lapplandskriget.